# San Ignacio (Belice)
San Ignacio es la capital del distrito de Cayo, y la segunda ciudad más poblada de Belice. En el último censo realizado en 2000, su población era de 13.260 habitantes. A mediados de 2005, la población estimada de la ciudad era de 16.800 habitantes. Se encuentra a aproximadamente 35 kilómetros de la capital de Belice, que es Belmopán.

## Galería

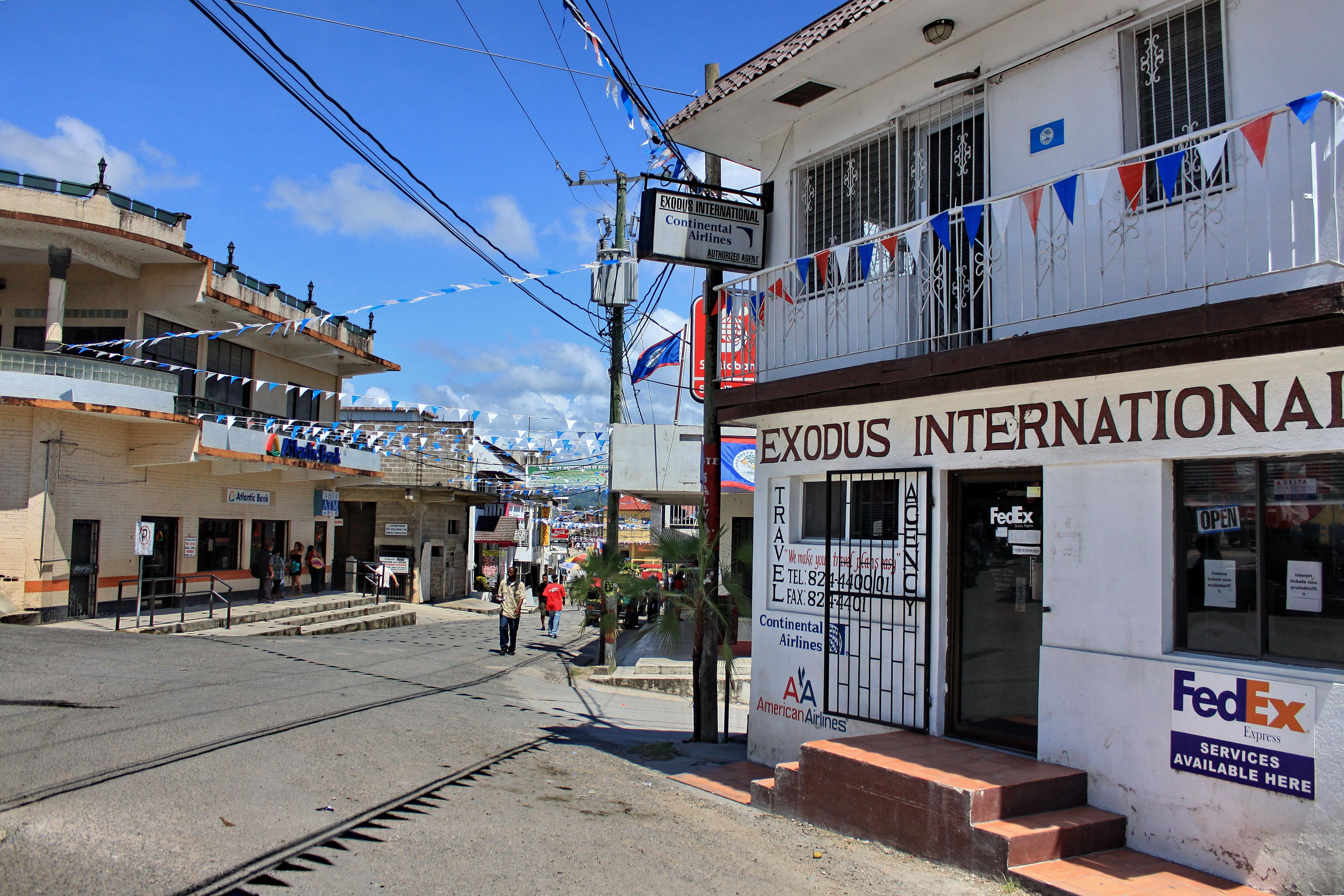
Escena callejera en San Ignacio
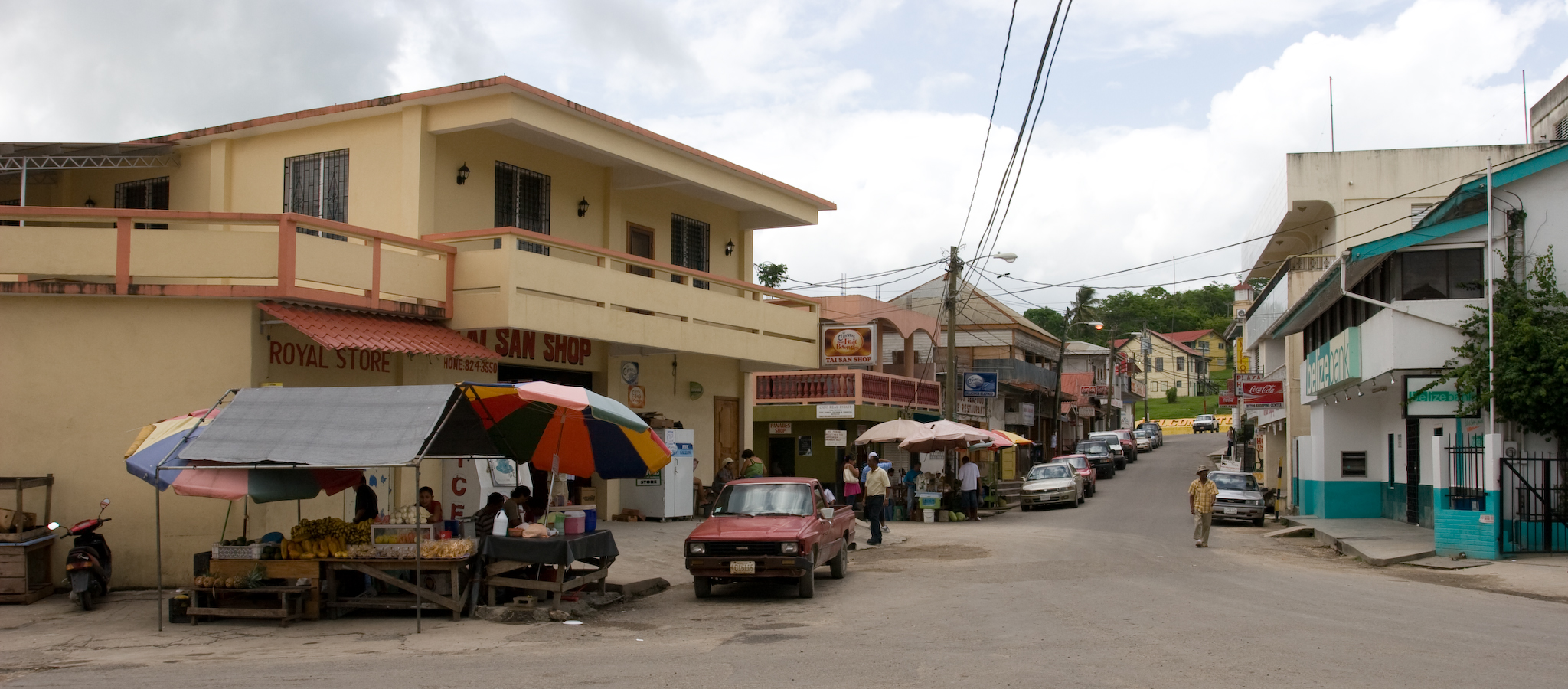
Vista de San Ignacio, mirando haciavel puente Hawkesworth
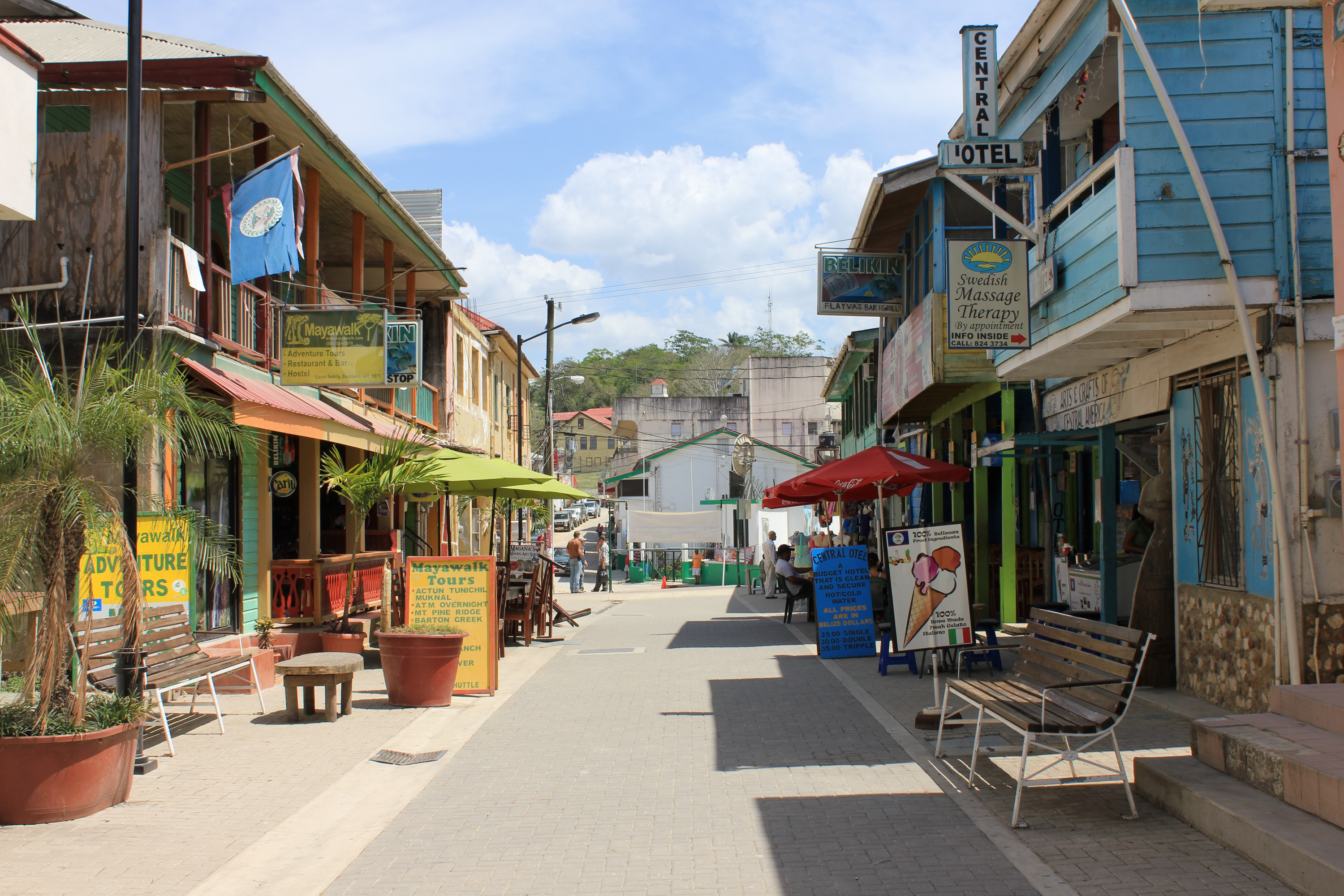
Avenida Burns (Burns Avenue)
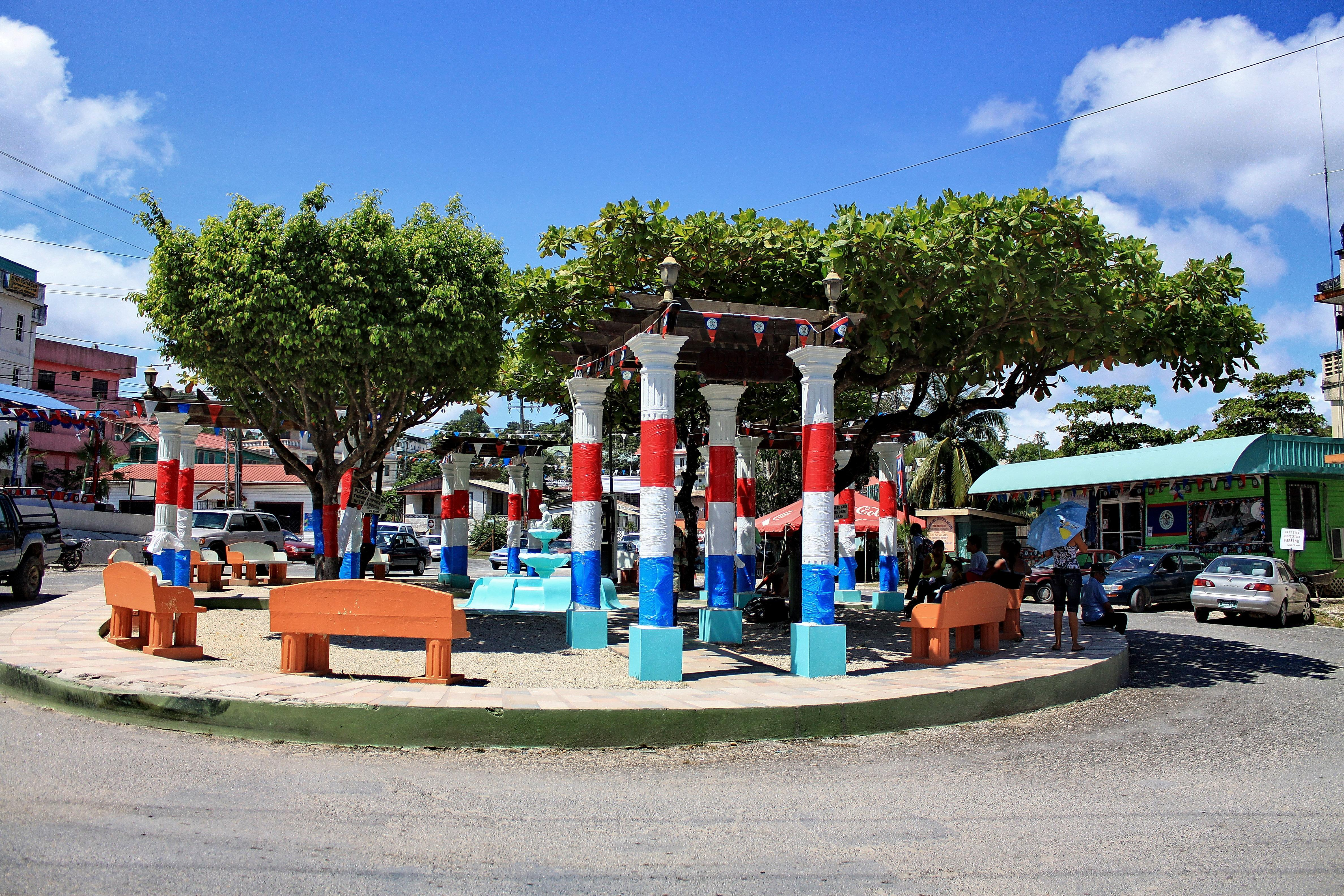
Pequeña plaza en el centro de la ciudad de San Ignacio en el frente de una estación de policía
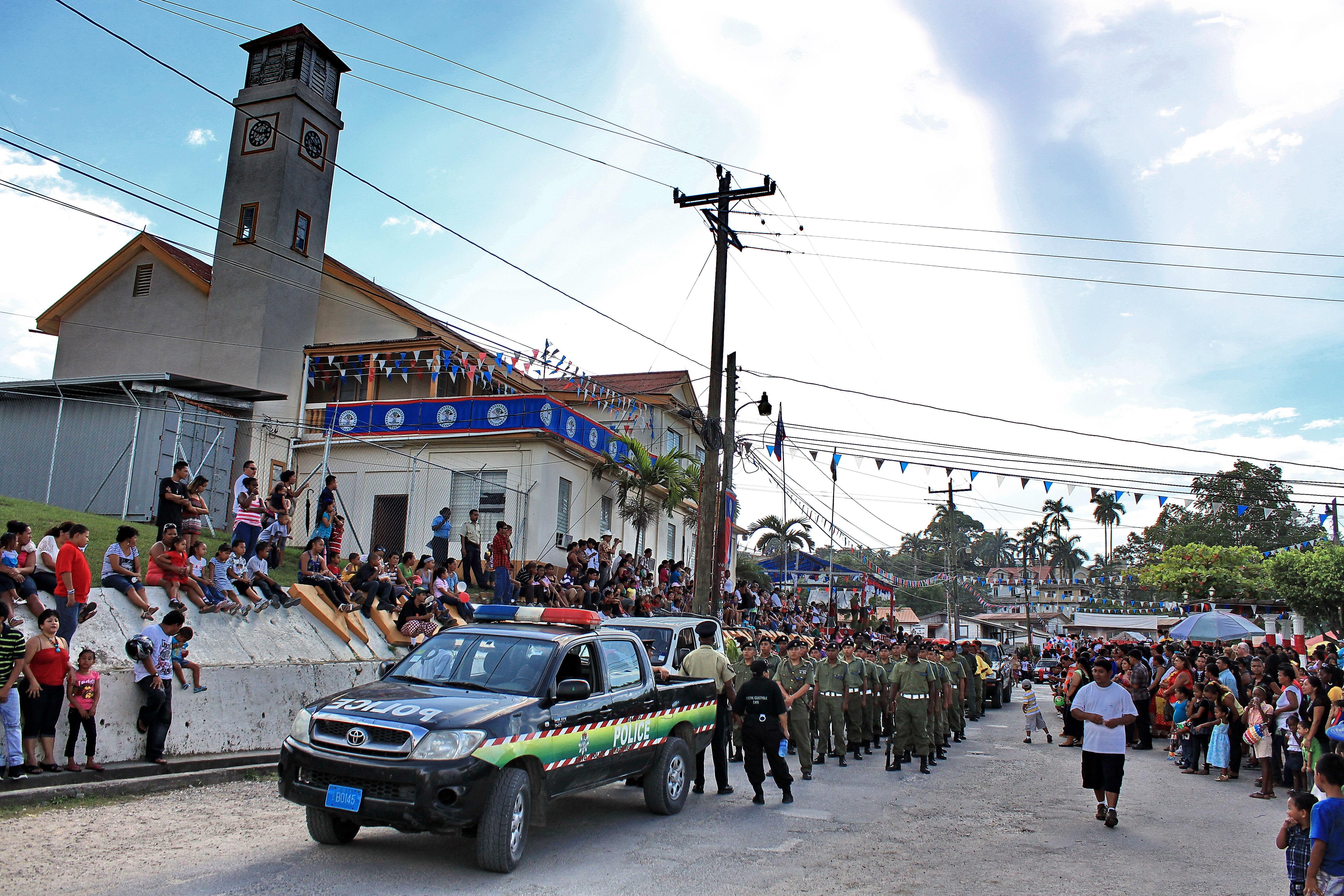
Celebración del Día de Independencia de Belize